# František Ondřej Poupě
«  Poupě » redirige ici. Pour les autres significations, voir Poupe (homonymie).
 (septembre 2018).
Si vous disposez d'ouvrages ou d'articles de référence ou si vous connaissez des sites web de qualité traitant du thème abordé ici, merci de compléter l'article en donnant les références utiles à sa vérifiabilité et en les liant à la section « Notes et références ».
František Ondřej Poupě (1753  - 1805 Brno) est un maître brasseur bohémien important qui a fondé l'industrie brassicole au XVIIIe siècle grâce à ses recherches sur la fermentation, le thermomètre et la balance à bière.

## Biographie
Fils d'un ferronnier, il reçut une éducation simple mais appris très tôt le métier de brasseur auprès de son frère. Il devint brasseur à Třebíč et commença rapidement à faire des innovations dans la fabrication de la bière. 
En 1783, il se maria avec Annou Herzovou, avec qui il eut six enfants :  Anna (*1784), Tereza (*1786), Alžběta, Josefa, Johanka et František. Il vécut à Prague dès lors.
Il publia des essais sur le brassage, mais n'eut guère de succès. Il put ensuite être brasseur à Slaný où il commença à utiliser la balance à bière et où il publia un autre recueil intitulé : Počátkové základního naučení o vaření piva (1801).
En 1797 il gagna la compétition des brasseurs de Brno et fut acclamé par ses pairs de toute l'Europe. Il mourut d'une maladie pulmonaire.
Ses travaux inspirèrent Josef Groll, maître brasseur qui découvrit la Pilsner Urquell.